# Narodni muzej Škotske
Narodni muzej Škotske v Edinburgu na Škotskem je muzej škotske zgodovine in kulture.
Ustanovljen je bil leta 2006 z združitvijo novega Muzeja Škotske z zbirkami, ki se nanašajo na škotske starine, kulturo in zgodovino, in sosednjega Kraljevega škotskega muzeja (odprt leta 1866 kot Edinburški muzej znanosti in umetnosti, preimenovan leta 1904 in za obdobje med letom 1985 in združitvijo z imenom Kraljevi muzej Škotske ali preprosto Kraljevi muzej), z mednarodnimi zbirkami, ki pokrivajo znanost in tehnologijo, naravoslovje in svetovne kulture. Dve povezani stavbi stojita ena poleg druge na ulici Chambers, ob križišču z mostom Jurija IV., v središču Edinburga. Muzej je del National Museums Scotland. Vstop je prost.
Obe stavbi ohranjata značilne značilnosti: Muzej Škotske je v moderni stavbi, odprti leta 1998, medtem ko so stavbo nekdanjega kraljevega muzeja začeli graditi leta 1861 in jo delno odprli leta 1866, z viktorijansko beneško renesančno fasado in veliko osrednjo dvorano železne konstrukcije, ki se dviga po celotni višini stavbe, in sta jo oblikovala Francis Fowke in Robert Matheson. Ta stavba je bila obsežno prenovljena in ponovno odprta 29. julija 2011 po triletnem projektu obnove in razširitve stavbe, vrednem 47 milijonov funtov, ki so ga vodili Gareth Hoskins Architects, skupaj s sočasnim preoblikovanjem razstav s strani Ralpha Appelbauma Associates.
Narodni muzej vključuje zbirke nekdanjega Nacionalnega muzeja starin Škotske. Poleg nacionalnih zbirk škotskih arheoloških najdb in srednjeveških predmetov muzej vsebuje artefakte z vsega sveta, ki zajemajo geologijo, arheologijo, naravoslovje, znanost, tehnologijo, umetnost in svetovne kulture. 16 novih galerij, ki so bile ponovno odprte leta 2011, vključuje 8000 predmetov, od katerih jih 80 odstotkov prej ni bilo na ogled. Eden bolj opaznih eksponatov je nagačeno truplo ovce Dolly, prvo uspešno kloniranje sesalca iz odrasle celice. Drugi poudarki vključujejo staroegipčanske razstave, eno od ekstravagantnih oblek Eltona Johna, zbirko kostumov Jean Muir in veliko kinetično skulpturo, imenovano Millennium Clock. Škotski izum, ki je vedno priljubljen na šolskih zabavah, je Scottish Maiden, zgodnji stroj za obglavljanje, ki je nastal pred giljotino.
V letu 2019 je muzej sprejel 2.210.024 obiskovalcev, zaradi česar je tisto leto najbolj priljubljena škotska atrakcija.

## Zgodovina

### Kraljevi muzej univerze
Leta 1697 je Robert Sibbald Medicinski fakulteti Univerze v Edinburghu podaril naravoslovno zbirko, ki jo je sestavil s svojim prijateljem Andrewom Balfourjem, ki je pred kratkim umrl. Široka paleta primerkov je bila postavljena na stalno razstavo na univerzi kot enem prvih muzejev v Združenem kraljestvu. Daniel Defoe v delu A Tour thro' the Whole Island of Great Britain, objavljenem leta 1737, ga je označil za »dober muzej ali zbornica redkosti, ki si jih je vredno ogledati in ki jim v nekaterih stvareh ni para v Evropi«. V kasnejših izdajah knjige je pisalo, da vsebuje redkosti, ki jih ni v Kraljevi družbi ali Ashmolovem muzeju. Leta 1767 je muzej postal odgovornost prvega profesorja naravne zgodovine Roberta Ramseyja, leta 1779 pa je njegov naslednik John Walker zapisal, da je ugotovil, da je zbirka v slabem stanju.
Profesorstvo Regius in muzej je leta 1804 prevzel Robert Jameson, mineralog, katerega predmet je zajemal zoologijo in geologijo, ki ga je zgradil »ne kot zasebni oddelek univerze, temveč kot javni oddelek, ki je do neke mere povezan z državo Škotske«. Leta 1812 se je preimenoval v »Kraljevi muzej univerze«. Ogromno število primerkov je bilo pridobljenih z nakupi iz drugih zbirk in s spodbujanjem popotnikov v tujini, da zbirajo in hranijo svoje najdbe. Paketi so bili dostavljeni brez dajatev in polovica vzorcev, ki so jih zbrale raziskovalne ladje kraljeve mornarice, je šla v muzej (druga polovica je šla v Britanski muzej v Londonu). Jamesonov tečaj naravne zgodovine je trikrat na teden izvajal praktične vaje v »velikem muzeju, ki ga je zbral za ponazoritev svojega učenja«, vključno z opisom eksponatov in identifikacijo vzorcev mineralov. S podporo univerzitetnih oblasti, mestnega sveta Edinburga in komisarja za stavbe fakultete je bil leta 1820 zgrajen nov muzej kot del novih univerzitetnih stavb (muzej zdaj zaseda galerija Talbot Rice, njegove glavne značilnosti so še vedno na mestu). Taksidermist John Edmonstone se je lotil dela za muzej in leta 1826 dajal zasebne ure Charlesu Darwinu, ki je pozneje študiral v muzeju in se spoprijateljil z njegovim kustosom, ornitologom Williamom MacGillivrayem.
Zbirke, za katere je bilo ugotovljeno, da so »druge za zbirkami Britanskega muzeja«, so preveč zapolnile razpoložljivi prostor. Leta 1852 je Jameson predlagal univerzitetnemu Senatu, da bi naravoslovne zbirke prevzela vlada, da bi oblikovali nov Narodni muzej ob univerzi in ga vključili. Jameson je bil v tem času resno bolan in je umrl 19. aprila 1854, kmalu po tem, ko je bil izpogajani sporazum formaliziran.

#### Muzej Chambers Street
Nekaj let po odprtju muzeja je njegovo pročelje gledalo na ozko ulico. V 1870-ih je bil ta pas razširjen v Chambers Street. V naslednjem stoletju je, čeprav so obstajala uradna imena, postal popularno znan kot »Muzej Chambers Street«.

#### Industrijski muzej Škotske
Zemljišče za gradnjo, kupljeno prej, da bi zagotovili neovirano svetlobo univerzitetnim stavbam, sta zasedli dve nepremičnini zahodno od Jamesonovega muzeja; neodvisna kapela s 1000 sedeži pred West College Street in dekliška šola Trades' Maiden Hospital poleg trga Argyle. Zemljišča teh stavb so bila na severu omejena z ozkim pasom, ki je povezoval North College Street s trgom, na jugu pa s Flodden Wallom.
Leta 1854 se je vlada odločila, da bo univerzitetno zbirko prenesla v povečan naravoslovni muzej v kombinaciji z novo institucijo, ki je javnost izobraževala o trgovini in industrijski umetnosti. Ustanovila je Industrijski muzej Škotske pod vodstvom oddelka za znanost in umetnost odbora za trgovino v Londonu in odobrila nakup. Naloga je bila posnemati Muzej praktične geologije iz »Londona, vendar je poleg tega zajemal gospodarske proizvode živalskega in rastlinskega kraljestva«. Generalni direktor muzeja je bil odgovoren upravnemu odboru. Univerzitetni profesor naravne zgodovine je še naprej skrbel za zbirko z dostopom do vzorcev za ponazoritev predavanj in je tudi poročal neposredno upravnemu odboru. Leta 1855 je bil George Wilson imenovan za prvega direktorja muzeja, nadaljeval je s pripravami, medtem ko je delovni odbor organiziral načrte, vendar je umrl leta 1859. Thomas Croxen Archer je bil imenovan za direktorja 10. maja 1860, Zakon o industrijskem muzeju (Škotska) iz leta 1860 pa je bil sprejet 28. avgusta. Načrtovanje sta opravila stotnik Francis Fowke, inženir in umetnik oddelka za znanost in umetnost, ter arhitekt Robert Matheson iz urada za dela v Edinburgu. Pogodbena dokumentacija je bila podpisana maja 1861 in gradnja se je začela. Na slovesnostih 23. oktobra 1861 je princ Albert položil temeljni kamen glavne pošte na trgu Waterloo, ki je bil takrat temeljni kamen muzeja. To je bil njegov zadnji javni nastop pred smrtjo šest tednov pozneje.

#### Edinburški muzej znanosti in umetnosti
Ustanova je leta 1864 postala Edinburški muzej znanosti in umetnosti z dvema oddelkoma; Naravoslovje in industrijska umetnost. Naravoslovna zbirka je bila v letih 1865–1866 prenesena z univerze. Princ Alfred je uradno odprl prvo fazo 19. maja 1866 z javnim dostopom do vzhodnega krila in približno tretjine Velike dvorane (zdaj Velika galerija). Začasna stena je tvorila zahodni zatrep tega prostora, razstave v njej so vključevale modele in stroje arhitekture, vojaškega in civilnega inženirstva, vključno s svetilniki. Majhna hala (zdaj Living Lands) je imela manufakture. Naravoslovna zbirka je zavzela veliko dvorano v vzhodnem krilu (zdaj Živalski svet), povezava hodnika z univerzo je oblikovala Most vzdihljajev čez West College Street. Na zahodni polovici mesta so bile »stare stavbe«, ki so tvorile trg Argyll, začasno uporabljene za kmetijske in izobraževalne razstave.
George Allman je leta 1855 postal državni profesor in skrbnik naravoslovne zbirke. Težave so se pojavile zaradi dostopa do vzorcev za poučevanje, zlasti ko so bili nekateri izgubljeni, in je očitno zanemaril skrbništvo. Wyville Thomson je prevzel vodenje leta 1870 in odbor za trgovino je na novo opredelil dolžnosti, vendar kuriranje ni bila njegova prednostna naloga. Za sprejem spomladi leta 1871 je muzej shranil osvežilne pijače na hodniku Mostu vzdihljajev, vendar so študenti to ugotovili in za edinburške veljake niso pustili nobene pijače, zato so vrata omejevala dostop z univerze. Wyville Thomson je šel na odpravo Challenger štiri leta. Muzej je leta 1873 prekinil stike z univerzo in Ramsayja Traquairja imenoval za skrbnika naravoslovnih zbirk. Most je bil zaprt (čez nekaj časa je bil ponovno odprt in je nekaj časa pred začasnim zaprtjem muzeja med drugo svetovno vojno omogočal omejen dostop med muzejem in univerzo). Univerza je izgubila uporabo muzejskih primerkov, zato je začela nadomestno učno zbirko v svojem starem muzejskem prostoru. Postalo je nevzdržno utesnjeno, sčasoma je James Hartley Ashworth zbral sredstva in nov učni laboratorij in muzej je bil odprt leta 1929 v kampusu King's Buildings.
Leta 1871 so se začela dela na razširitvi ulice severno od univerze in muzeja, da bi oblikovali ulico Chambers Street, povezano z mostom Jurija IV. Osrednji del stavbe Muzeja znanosti in umetnosti, vključno s preostalim delom Velike dvorane, je bil dokončan leta 1874 in uradno odprt za javnost 14. januarja 1875. Zahodno krilo je bilo dokončano leta 1888, sobe pa so bile odprte za javnost, ko opremljali so jih, dokler zadnjega niso odprli 14. oktobra 1890.

#### Kraljevi škotski muzej
Uprava muzeja je bila leta 1901 prenesena z oddelka za znanost in umetnost na škotski oddelek za izobraževanje, leta 1904 pa se je ustanova preimenovala v Kraljevi škotski muzej.
Uvedena je bila elektrika, ki je nadomestila prvotno plinsko razsvetljavo in napajala prve interaktivne zaslone v muzeju: delujoče modele s pritiskom na gumb, začenši z ladijskim parnim strojem in sekcijsko parno lokomotivo. V obdobju od 1871 do 1911 večine vsakodnevnega vodenja muzeja ni prevzel direktor, temveč kustos.
Kraljevi škotski muzej je vsaj ob eni priložnosti na dan norcev na prvi april prikazal razstave šaljivk. Leta 1975 je bila na ogled postavljena fiktivna ptica, imenovana Bare-fronted Hoodwink (znana po svoji prirojeni sposobnosti, da odleti stran od opazovalcev, preden jo lahko natančno prepoznajo). Razstava je vključevala fotografije zamegljenih ptic, ki odletavajo. Da bi bil eksponat bolj prepričljiv, je preparator sešil kozjega psa iz različnih ostankov pravih ptic, vključno z glavo vrane mrhovinarke, trupom plovca in nogami neznane vodne ptice. Gola sprednja stran je bila sestavljena iz voska.

#### Kraljevi muzej Škotske
Leta 1985 se je muzej preimenoval v Kraljevi muzej Škotske, njegova uprava pa je prišla pod novoustanovljene Nacionalne muzeje Škotske, skupaj z Muzejem starin, ki se je leta 1998 preselil v novo stavbo, zgrajeno kot prizidek Kraljevega muzeja na zahodnem koncu Chambers Street.

### Nacionalni muzej starin Škotske
Društvo starodobnikov Škotske je bilo ustanovljeno leta 1780. Še vedno deluje, vendar je bila leta 1858 njegova zbirka arheoloških in drugih najdb prenesena na vlado kot Nacionalni muzej starin Škotske, od leta 1891 pa je zasedla polovico nove stavbe v Queen Street v Novem mestu, z vhodno avlo, ki si jo deli s Škotsko nacionalno galerijo portretov, ki je zasedala drugo polovico.

#### Muzej Škotske
Organizacijska združitev Škotskega nacionalnega muzeja starin in Kraljevega škotskega muzeja je potekala leta 1985, vendar sta zbirki ohranili ločeni stavbi do leta 1995, ko so zaprli stavbo na ulici Queen Street, da bi jo pozneje ponovno zasedla izključno Škotska nacionalna galerija portretov. Leta 1998 so odprli novo stavbo Škotskega muzeja, ki meji na stavbo Kraljevega muzeja Škotske in je z njo povezana. Glavni načrt za prenovo viktorijanske stavbe in nadaljnjo integracijo arhitekture in zbirk je bil uveden leta 2004. Razdeljeno poimenovanje je povzročilo zmedo med obiskovalci in leta 2006 je bilo izdano dovoljenje za odstranitev Royal, da bi dosegli enotno blagovno znamko.

### Združitev – danes
Leta 2006 sta bila muzeja uradno združena v Narodni muzej Škotske. Poimenovanje je bilo spremenjeno iz praktičnih razlogov, vključno s strategijo in trženjem. Stara stavba muzeja Chambers Street je bila zaprta zaradi prenove leta 2008, preden so jo ponovno odprli julija 2011.
Osebje v muzeju je v letih 2015 in 2016 izvedlo večdnevno stavko na točkah, ki jo je pozval sindikat javnih in komercialnih služb.
Avgusta 2023 se je muzej začel pripravljati na vrnitev totemskega droga Ni'isjoohl ljudstvu Nisga'a v Britanski Kolumbiji v Kanadi. 11 m palica je bila izklesana leta 1855 in je prispela na Škotsko leta 1929, potem ko je bila ukradena iz Nisga'a. Muzeju ga je prodal kanadski antropolog Marius Barbeau.

## Arhitektura

### Stavba Kraljevega škotskega muzeja
Gradnja se je začela leta 1861 in je potekala v fazah, vzhodni deli so bili odprti leta 1866, preden so drugi sploh začeli graditi. Celoten obseg prvotne zasnove je bil dokončan leta 1888. Zasnoval sta ga gradbeni inženir kapitan Francis Fowke iz kraljevih inženirjev, inženir in umetnik oddelka za znanost in umetnost v Londonu, ki je bil odgovoren tudi za dvorano Royal Albert Hall, in arhitekt Robert Matheson iz urada za dela v Edinburghu. Zunanjost, oblikovana v beneškem renesančnem slogu, je v ostrem kontrastu s svetlobo preplavljeno glavno dvorano ali Veliko galerijo, ki jo je navdihnila Kristalna palača.
Številne prizidke na zadnji strani stavbe, zlasti v 1930-ih, so močno razširile muzej. Leta 1998 je bil odprt Škotski muzej (danes Oddelek za škotsko zgodovino in arheologijo), interno povezan z glavno stavbo. Večja prenova, ki so jo leta 2011 zaključili arhitekti Gareth Hoskins, uporablja nekdanje skladiščne površine za oblikovanje obokane vhodne dvorane 1400 m² na ravni ulice s prostori za obiskovalce. To je vključevalo znižanje nivoja tal za 1,2 metra. Kljub temu, da gre za spomeniško stavbo razreda A, je bilo mogoče dodati dvigala in tekoče stopnice. Dostopen vhod je na vogalnem stolpu zgradbe Škotske zgodovine in arheologije.

### Stavba Škotskega muzeja (škotske zgodovine in arheologije)
Stavbo so zasnovali pri Benson & Forsyth. Sestavljena je iz geometrijskih, Corbusierskih oblik, ima številne sklicevanja na Škotsko, kot so broši in grajska obrambna arhitektura. Oblečena je v zlati peščenjak Moray, ki ga je eden od njegovih arhitektov, Gordon Benson, poimenoval »najstarejši eksponat v stavbi«, s sklicevanjem na škotsko geologijo. Na voljo je strešni vrt s škotskimi vrstami in panoramskim razgledom na mesto. Stavba je bila leta 1999 nominirana za Stirlingovo nagrado.

## Zbirke
Galerije v novejši stavbi predstavljajo škotsko zgodovino v bistvu kronološko razporejeno, začenši na najnižji ravni s prazgodovino do zgodnjega srednjega veka, s kasnejšimi obdobji na višjih ravneh. Viktorijanska stavba, kot je bila ponovno odprta leta 2011, vsebuje štiri cone (vsaka s številnimi galerijami), ki pokrivajo naravoslovje, svetovne kulture (vključno z galerijami v južnem Pacifiku, vzhodni Aziji in starem Egiptu), evropsko umetnost in oblikovanje ter znanost in tehnologijo. Velika galerija vsebuje vrsto velikih predmetov iz zbirk, z razstavo, imenovano Okno v svet, ki se dviga skozi štiri nadstropja ali približno 20 metrov in vsebuje več kot 800 predmetov, ki odražajo širino zbirk. Onkraj Velike galerije na tleh je galerija Odkritja s predmeti, povezanimi z izjemnimi Škoti ... na področju izumov, raziskovanja in pustolovščin. Pomembni artefakti vključujejo:
- Asirski relief kralja Ašurnasirpala II. in dvornega uradnika
- Monymuskov relikviarij
- Zaklad otoka St Ninian's
- 11 Lewiških šahovskih figur. (Ostale so v lasti Britanskega muzeja)
- Keltske broške, tudi Hunterstonska broška
- Čelni ščit iz Torrsa
- Piktski kamni, kot so kamen iz Hilton of Cadboll, kamen iz Woodwraea in Izklesani kamni Monifieth
- Cramondska levinja, Newsteadska čelada in drugi predmeti z rimske meje
- Kamen iz Lunnastinga
- Veriga iz WhitecleuchA
- Migdaleski zaklad
- Bute mazer
- Skulpture gospoda Eduarda Paolozzija, ki hranijo prazgodovinski nakit
- Zastava Unije in škotska zastava so dvignili Hanoverani oziroma jakobiti v bitki pri Cullodenu
- Maiden, zgodnja oblika giljotine
- Nagačeni ostanki ovce Dolly[35]
- Slike Margaret MacDonald
- Skulpture Andyja Goldsworthyja, ki jih je navdihnilo delo škotskega geologa Jamesa Huttona
- Ballačuliška figura
- Galloway zaklad
- Darienova skrinja, ki se uporablja za shranjevanje denarja in dokumentov kot del Darienove sheme
- Srebrni pas, ki ga je najemnici kmetice Margaret Hardie podaril grof Lauderdalski

## Galerija
- Deskfordski carnyx & moderna rekonstrukcija, ok. 80–200 n. št.
- Veriga iz Whitecleucha; penonularni prstan s piktskimi simboli, datiran v 400–800
- Srebrni artefakti iz Norriejevega zaklada, 6. stoletje
- Broške iz zaklada otoka St Ninian, piktski zaklad, sredina 8. stoletja
- Kapa iz zaklada otoka St Ninian, ok. 750–825
- Monymuskov relikviarij, 8. stoletje
- Hunterstonova broška, ok. 700
- Daniel Stone (fragment), 7. stoletje?
- Rogartova broška, 8. stoletje
- Broška iz Galloway zaklada, 9. stoletje
- Nekaj od 11 Lewiških šahovskih figur, 12. stoletje
- St Fillanova škofovska palica in ščitnik, (oboje:) 11. in 15. stoletje
- Maiden, 17. in 18. stoletje
- Izrezljan slonov okel (11./12. st.) s Sicilije ali južne Italije
- Taksidermija ovce Dolly
- Leča svetilnika Inchkeith in pogonski mehanizem